# Стипулковский, Владислав
Владислав Стипулковский (лит. Vladislovas Stipulkovskis; 24 апреля 1866, Вильно — 2 августа 1927, Варшава) — литовский инженер архитектор, представитель историзма.

## Биография

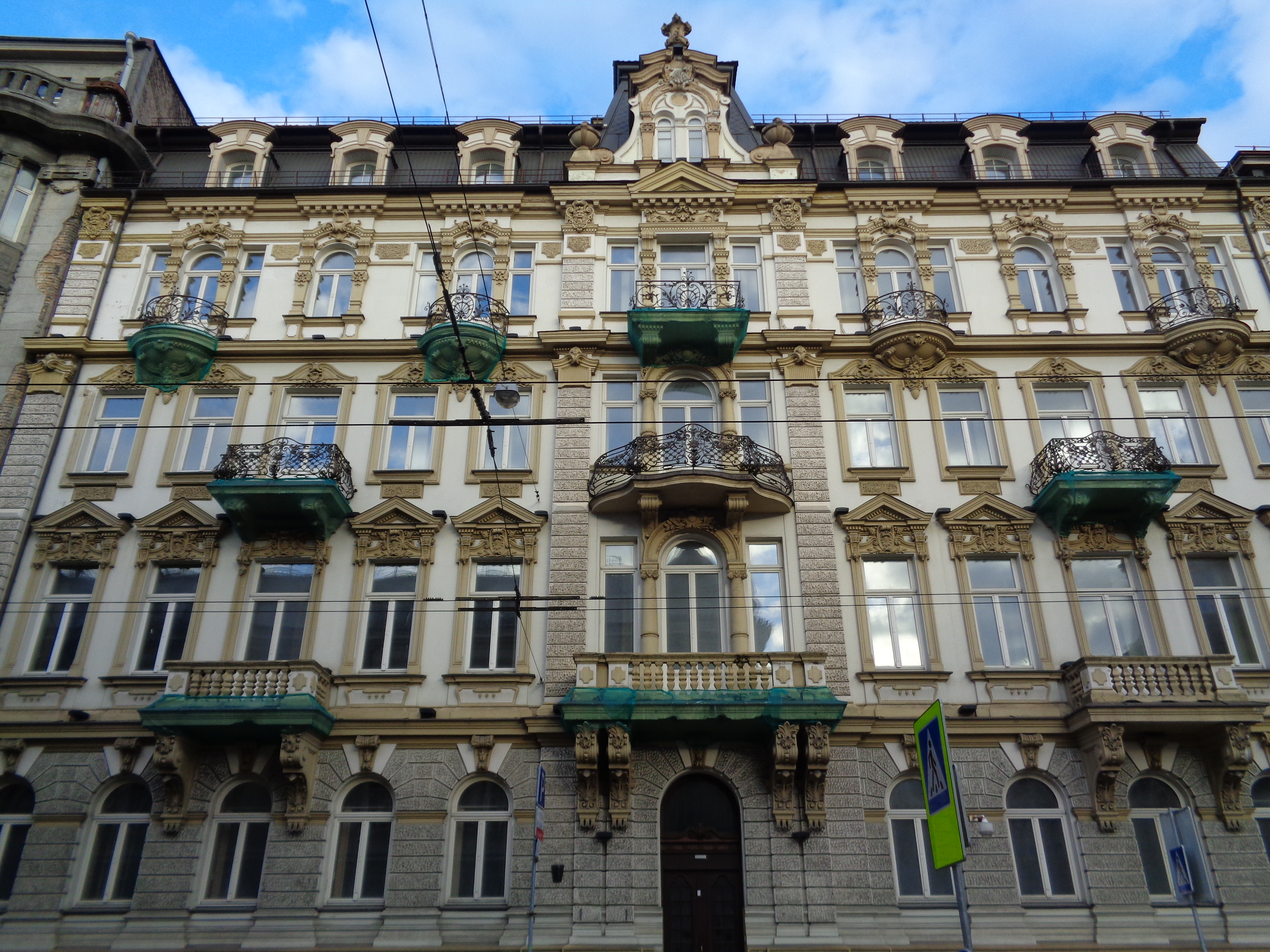
Дом Чапской (Йогайлос 10, Вильнюс)

В 1891 году окончил Рижское политехническое высшее училище. В 1892—1894 годах был помощником городского архитектора в Вильно. В 1896—1897 годах побывал в Париже, Вене, путешествовал по городам Италии. В 1897—1901 годах был гласным городской думы. В 1901 году или, по другим сведения, в 1908 году вместе с архитектором Августом Клейном основал первое частное строительное бюро в Вильне (действовало до 1912 года). 
В Вильно проектировал основанные банкиром Юзефом Монтвиллом домовые товарищества (так называемые «колонии Монтивлла»): колония Агуону между улицами Агуону, Шальтиню и Миндауго; колония Йоваро между улицами Чюрлёнё, Йоваро и Басанавичяус; колония Расу на улице Швянчёнё; колония Шнипишкес (между улицами Ринктинес, Шейминишкю и Слуцко (вместе с архитектором Августом Клейном, 1899—1903).

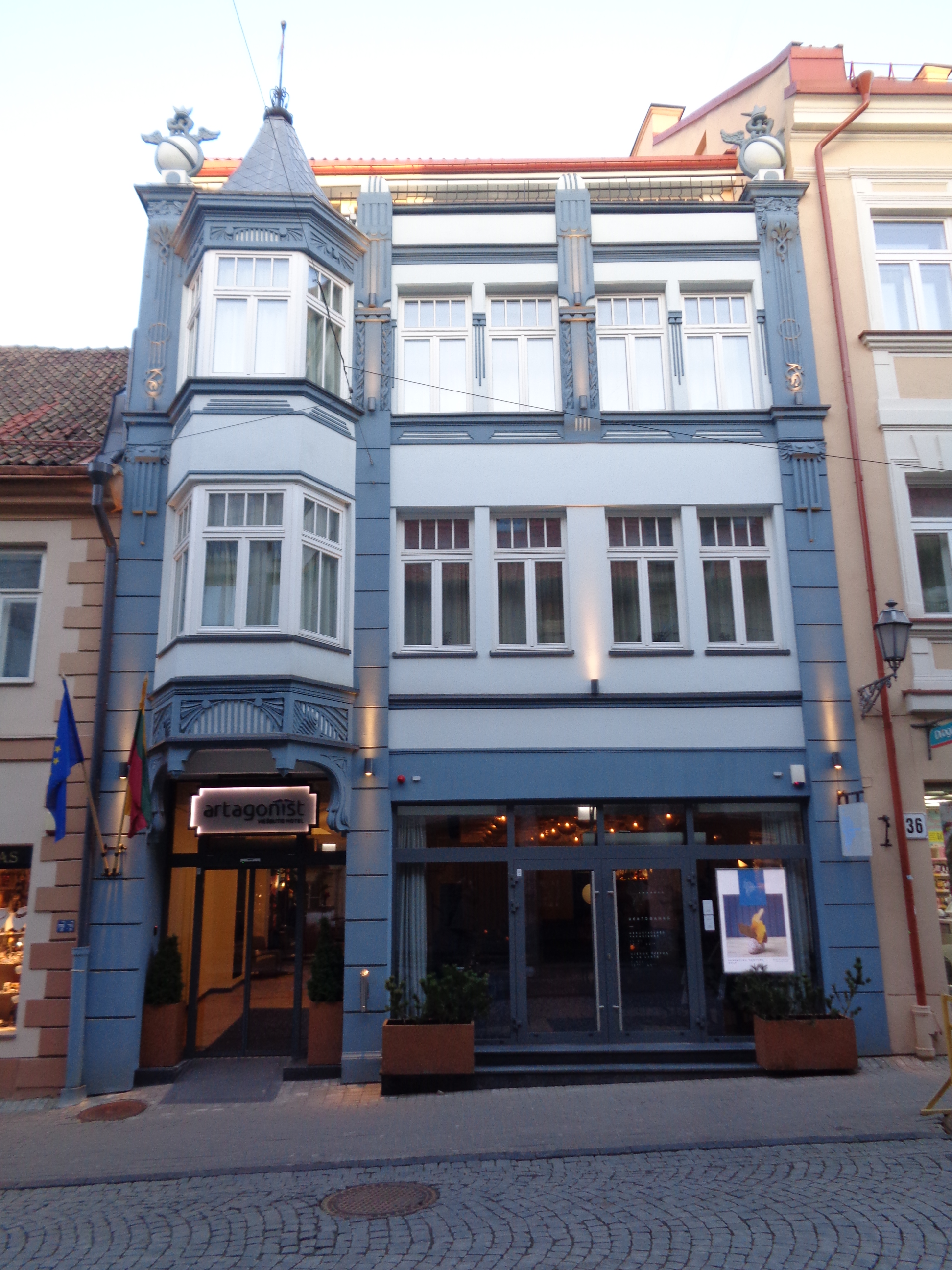
Дом Завадского (Пилес 34, Вильнюс)

## Проекты
Важнейшие проекты реализованы в Вильнюсе. К наиболее значительным относятся:
- здание Земельного банка на Георгиевском проспекте (1892), где позднее помещался польский театр «Лютня»[2]
- возведённый по его проекту необарочный дом графини Ядвиги Чапской на улице Йогайлос (Jogailos g. 10; 1899)
- вилла Кеппе на улице Миндауго (Mindaugo g. 10; 1904), ныне посольство Белоруссии
- жилой дом на улице Вильняус (Vilniaus g. 14; 1904)
- дом Феликса Завадского в стиле модерн на улице Пилес (Pilies g. 34; 1907)
- первое здание кинотеатра на Георгиевском проспекте, ныне Гедимино (1911).